# Кралско филхармонично дружество
Кралското филхармонично дружество (на английски: Royal Philharmonic Society) е филхармония в Лондон, Великобритания.
Основана е през 1813 година от група музиканти, поставящи си за цел създаването на първия постоянен оркестър за класическа музика в града и редовното организиране на музикални събития. През следващите десетилетия тя играе важна роля в британския културен живот, а от 1871 година връчва на изтъкнати музиканти своя награда – Златен медал на Кралското филхармонично дружество. Днес то не поддържа собствен оркестър, но е организатор на множество музикални събития.